# Пулан (Джорджія)
Пулан (англ. Poulan) — місто (англ. city) в США, в окрузі Ворт штату Джорджія. Населення — 760 осіб (2020).

## Географія
Пулан розташований за координатами 31°30′52″ пн. ш. 83°47′23″ зх. д. / 31.51444° пн. ш. 83.78972° зх. д. (31.514506, -83.789820).  За даними Бюро перепису населення США в 2010 році місто мало площу 4,33 км², уся площа — суходіл.

## Демографія
Згідно з переписом 2010 року, у місті мешкала 851 особа в 338 домогосподарствах у складі 232 родин. Густота населення становила 196 осіб/км².  Було 392 помешкання (90/км²).
Расовий склад населення:
| - 76,5 % — білих - 21,4 % — чорних або афроамериканців - 0,4 % — корінних американців - 0,2 % — азіатів - 0,1 % — вихідців з тихоокеанських островів |

До двох чи більше рас належало 1,3 %. Частка іспаномовних становила 0,7 % від усіх жителів.
За віковим діапазоном населення розподілялося таким чином: 23,3 % — особи молодші 18 років, 61,3 % — особи у віці 18—64 років, 15,4 % — особи у віці 65 років та старші. Медіана віку мешканця становила 40,6 року. На 100 осіб жіночої статі у місті припадало 103,6 чоловіків;  на 100 жінок у віці від 18 років та старших — 104,1 чоловіків також старших 18 років.
Середній дохід на одне домашнє господарство  становив 39 533 долари США (медіана — 27 396), а середній дохід на одну сім'ю — 48 259 доларів (медіана — 38 438). Медіана доходів становила 37 708 доларів для чоловіків та 24 375 доларів для жінок. За межею бідності перебувало 31,6 % осіб, у тому числі 40,6 % дітей у віці до 18 років та 12,4 % осіб у віці 65 років та старших.
Цивільне працевлаштоване населення становило 314 особи. Основні галузі зайнятості: освіта, охорона здоров'я та соціальна допомога — 24,2 %, мистецтво, розваги та відпочинок — 13,7 %, роздрібна торгівля — 12,4 %.